# 国鉄タム9100形貨車
国鉄タム9100形貨車（こくてつタム9100がたかしゃ）は、かつて日本国有鉄道（国鉄）に在籍した私有貨車（タンク車）である。
本形式と同一の専用種別であるタキ11800形についても本項目で解説する。

## タム9100形
タム9100形は、潤滑油添加剤専用の15t 積タンク車として1967年（昭和42年）3月20日に1両（タム9100）が新潟鐵工所にて製作された。
本形式の他に潤滑油添加剤を専用種別とする形式にはタキ8650形、タキ11800形（後記）の2形式が存在した。
所有者は、カロナイト化学でありその常備駅は神奈川臨海鉄道浮島線の末広町駅であった。
タンク体は高張力鋼製で保温材を巻き、薄鋼板製のキセ（外板）が設置され、保護カバーを付けた電気式温度計をタンク体側面に装備した。荷役方式はタンク上部にある積込口からの上入れ、吐出管からの下出し式である。
1979年（昭和54年）10月より化成品分類番号「93」（有害性物質、可燃性のもの）が標記された。
車体色は黒色、寸法関係は全長は8,100mm、全幅は2,532mm、全高は3,845mm、軸距は4,400mm、実容積は17.2m3、自重は11.8t、換算両数は積車2.6、空車1.2であり、走り装置は二段リンク式、車軸は12t長軸であった。
1981年（昭和56年）9月25日に廃車となり同時に形式消滅となった。

## タキ11800形
タキ11800形は、潤滑油添加剤専用の35t 積タンク車として1968年（昭和43年）7月23日から1973年（昭和48年）4月9日にかけて3ロット5両（タキ11800 - タキ11804）が新潟鐵工所にて製作された。
落成時の所有者は、全車カロナイト化学でありその常備駅は神奈川臨海鉄道浮島線の末広町駅であったが、その後常備駅は千鳥線の千鳥町駅へ変更された。1989年（平成元年）5月に全車5両が日本石油輸送へ名義変更され、常備駅は名古屋臨海鉄道南港線の名古屋南港駅となった。
タンク体は耐候性高張力鋼製で厚さ100mmのウレタン保温材を巻き、薄鋼板製のキセ（外板）が設置され、保護カバーを付けた電気式温度計をタンク体側面に装備した。荷役方式はタンク上部にある積込口からの上入れ、吐出管からの下出し式である。運用後ウレタン保温材は、高温での使用の際タンク体に腐食もたらす事が判明したため、1978年（昭和53年）2月2日から1981年（昭和56年）にかけて川崎重工業にてタンク体等を新製し保温材をグラスウール製のものに取替えた。
1979年（昭和54年）10月より化成品分類番号「93」（有害性物質、可燃性のもの）が標記された。
車体色は黒、寸法関係は全長は12,400mm、全幅は2,600mm、全高は3,860mm、台車中心間距離は8,300mm、実容積は35.0m3、自重は18.7t、換算両数は積車5.5、空車1.8であり、台車はベッテンドルフ式のTR41Cであった。
1987年（昭和62年）4月の国鉄分割民営化時には全車5両がJR貨物に継承されたが、2006年（平成18年）5月に最後まで在籍した3両（タキ11802 - タキ11804）が廃車となり同時に形式消滅となった。